# Église Saint-Barthélemy de Vilnius

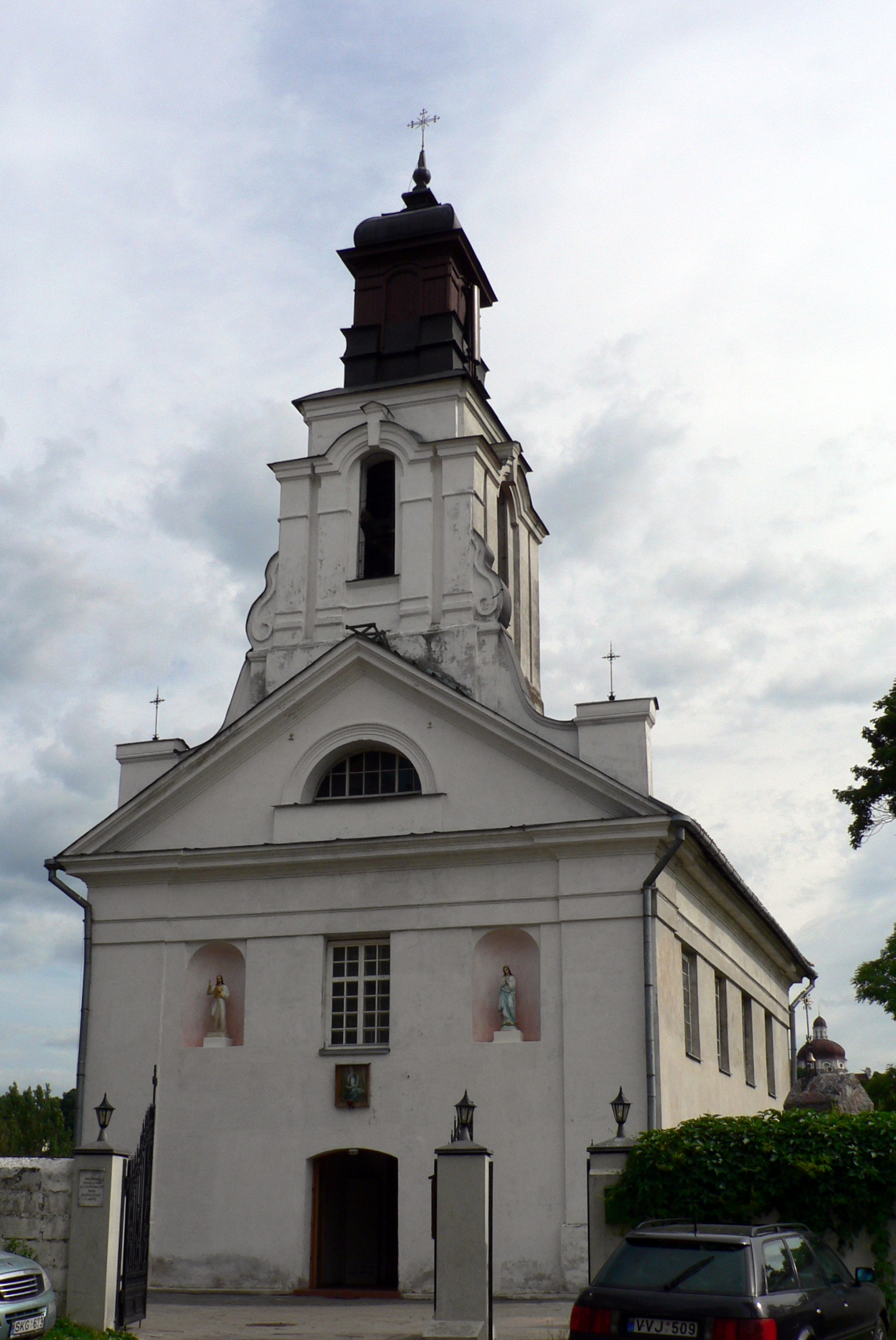
Façade de l'église Saint-Bartholomée

Pour les articles homonymes, voir Église Saint-Barthélémy.
L'église Saint-Barthélemy ou Bartholomée est une église catholique de Vilnius du XVIIe siècle, reconstruite en 1844, dont les messes sont en langues biélorusse et polonaise. Elle est située au N°17 de la rue Užupio, dans le quartier d'Užupis et dédiée à l'apôtre saint Barthélemy.

## Histoire

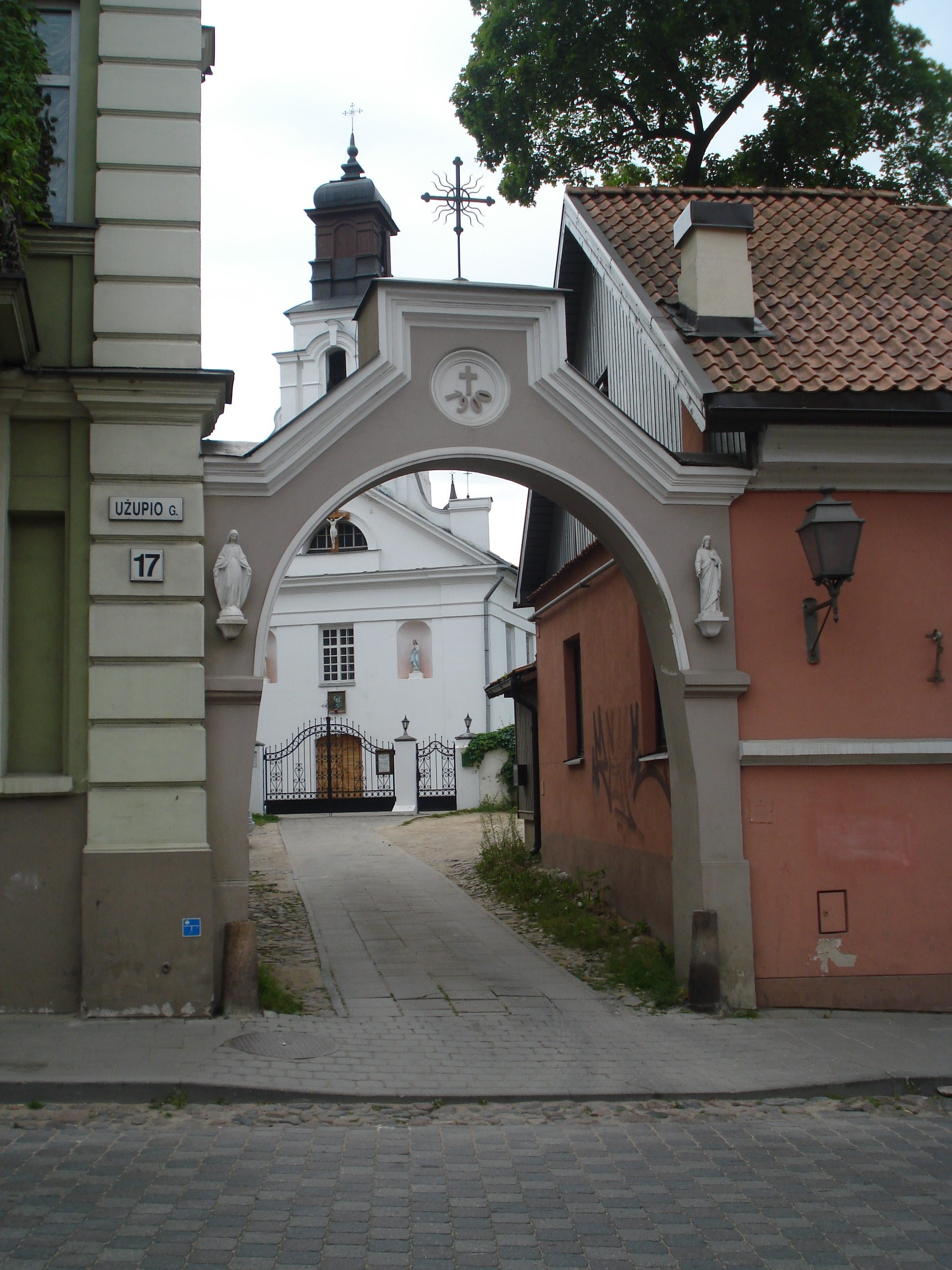
Entrée de l'église

Il existait sur l'autre rive de Vilnius un monastère de chanoines réguliers, dont l'Ordre mendiant avait été créé au XIIIe siècle à Cracovie en l'église Saint-Marc, sous le nom d' Ordo Canonicorum Regularium Mendicatium Sanctæ Mariæ de Metro de Pœnitentia. On les connaissait en Lituanie, sous le nom d' Augustins blancs. L'église et le monastère brûlèrent en 1655, pendant la guerre polono-russe et une chapelle fut construite en 1664 à sa place. Elle fut agrandie en 1778 par Marcin Knackfus dans le style classique. Les pères augustins firent réaménager l'église en 1823-1824 par l'architecte Karol Podczaszyński, car elle avait souffert au moment des révoltes de 1794 (veille du troisième partage de la Pologne). Le clocher fut érigé en 1881. Le monastère accueillait aussi une école polonaise de garçons.
Le monastère devint après les révoltes de 1831 le monastère principal des Augustins blancs de Lituanie, après la dispersion de deux autres monastères. Il dut fermer néanmoins en 1845 et le religieux durent s'affilier à d'autres Ordres. Il fut alors donné aux Bernardins, dont l'église principale à Vilnius était Saint-François d'Assise, contre celle de Sainte-Anne. Cependant la révolte polonaise de 1863 provoqua la dispersion des Bernardins en 1864 et l'église devint alors simple succursale d'une église paroissiale. Les messes n'y seront dites régulièrement qu'une dizaine d'années plus tard, surtout après la translation en 1878 d'une icône de la Vierge, venant de l'église Saint-Jean-Baptiste-et-Saint-Jean-l'Évangéliste.
Du temps de la république polonaise, entre les deux guerres (Vilnius s'appelait alors Wilno), la paroisse fut confiée aux pères rédemptoristes. Les autorités communistes de la république socialiste soviétique de Lituanie fermèrent l'église en 1949, après avoir ordonné la dispersion des Rédemptoristes du pays. Les autels furent enlevés et l'église servit d'atelier de sculpture.
L'église retrouva sa fonction première en 1997 et sert désormais d'église paroissiale à la minorité biélorusse catholique de Vilnius.